# Liste der Monuments historiques in Villers-Buzon
Die Liste der Monuments historiques in Villers-Buzon führt die Monuments historiques in der französischen Gemeinde Villers-Buzon auf.

## Liste der Objekte
| Bezeichnung | Beschreibung            | Standort                                    | Kennzeichnung | Schutzstatus | Datum | Bild |
| ----------- | ----------------------- | ------------------------------------------- | ------------- | ------------ | ----- | ---- |
| Glocke      | Bronze, 15. Jahrhundert | in der Kirche Sts-Ferréol-et-Ferjeux (Lage) | PM25001428    | Classé       | 1942  |      |